# Ten Horns – Ten Diadems
Ten Horns - Ten Diadems – kompilacja nagrań norweskiej grupy muzycznej Satyricon. Wydawnictwo ukazało się 25 czerwca 2002 roku nakładem wytwórni muzycznej Moonfog Productions.

## Lista utworów
Opracowano na podstawie materiału źródłowego.
1. "Filthgrinder" – 6:42
2. "Dominions of Satyricon" – 9:26 (Remastered)
3. "Forhekset" – 4:31
4. "Night of Divine Power" – 5:49 (Remastered)
5. "Hvite Krists Død" – 8:29
6. "Mother North" – 6:25
7. "Supersonic Journey" – 7:48
8. "Taakeslottet" – 5:52 (Remastered)
9. "Serpent's Rise" – 3:20
10. "Repined Bastard Nation" – 5:42

## Wydania
| Rok  | Nr katalogowy    | Format         | Wydawca             | Region   | Źródło |
| ---- | ---------------- | -------------- | ------------------- | -------- | ------ |
| 2002 | FOG030           | CD, Comp + Box | Moonfog Productions | Norwegia | [ 3 ]  |
| 2007 | IROND CD 07-1383 | CD, Comp, RE   | Irond               | Rosja    | [ 3 ]  |